# Nationaal park Šar Planina
Het Nationaal park Šar Planina (Macedonisch:национален парк Шар Планина ; Nacionalen Park Šar Planina) is een van de vier nationale parken in Noord-Macedonië. Het park in het Šargebergte werd opgericht op 30 juni 2021 en grenst aan het Kosovaarse Nationaal park Sharri en het Albanese natuurpark Korab-Koritnik en aan Nationaal park Mavrovo. Het omvat bergen, 25 meren en bossen die het leefgebied zijn van de Balkanlynx. 

## Afbeeldingen

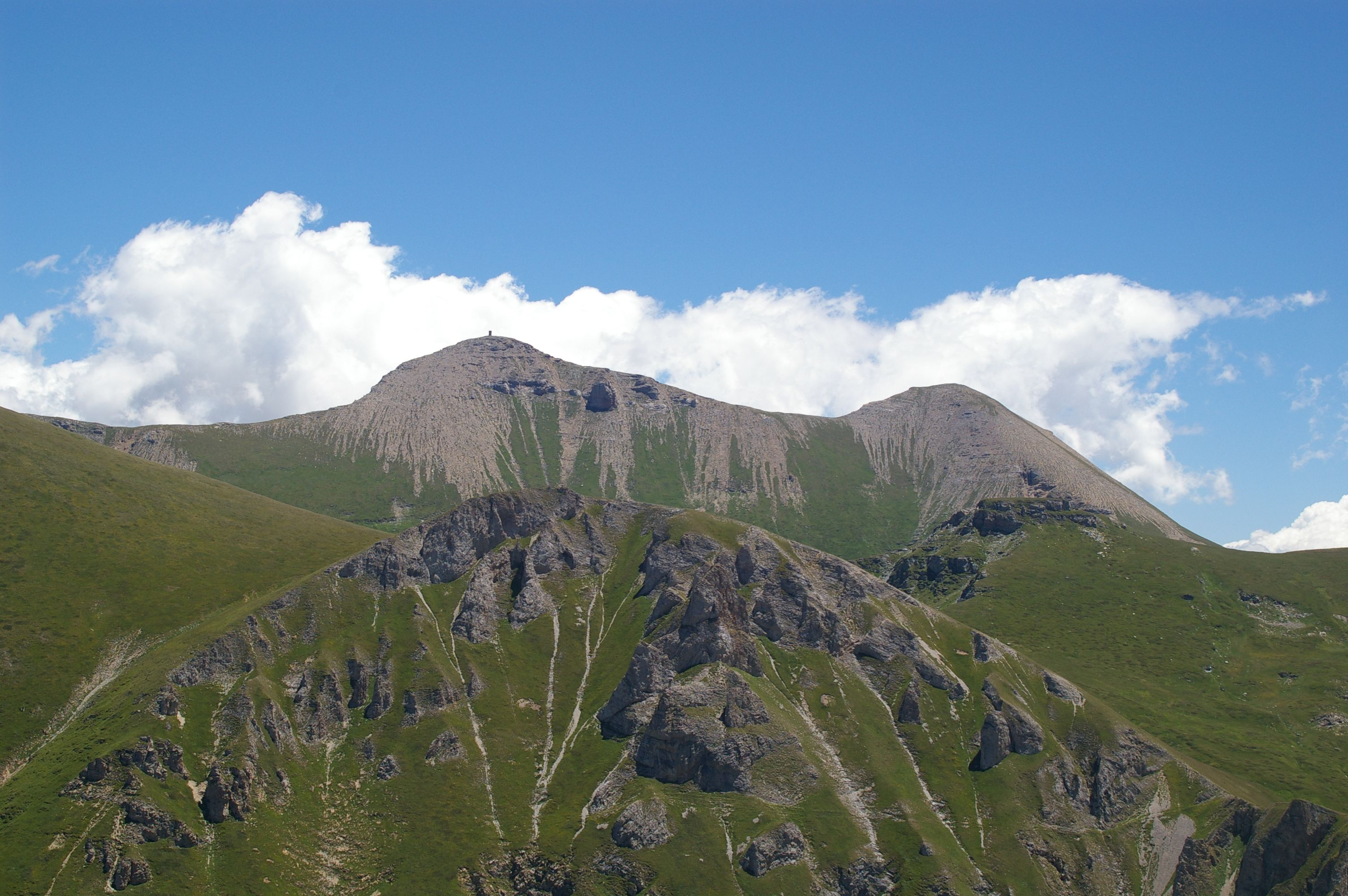
Titov Vrv
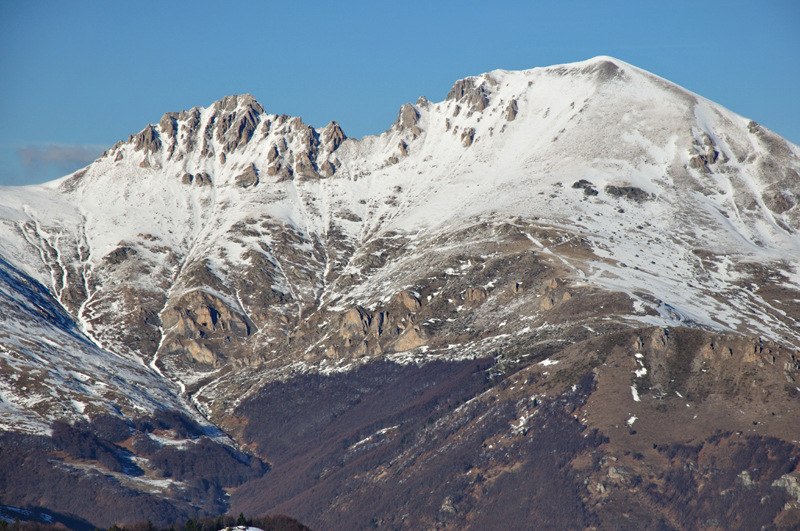
Kobilica
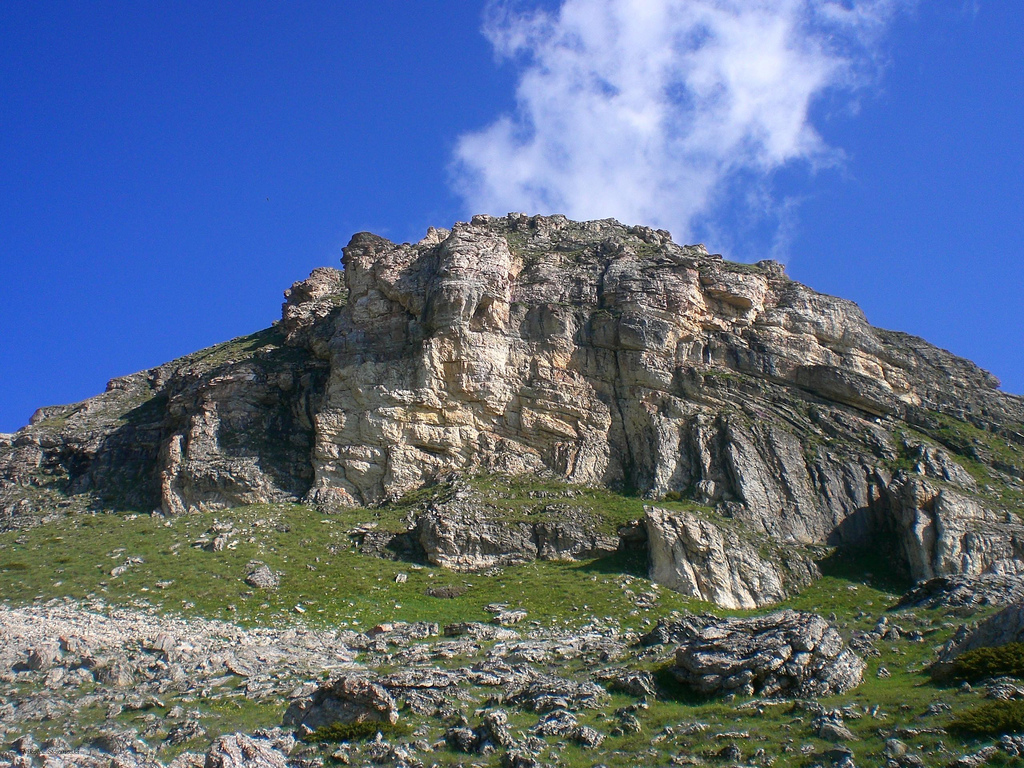
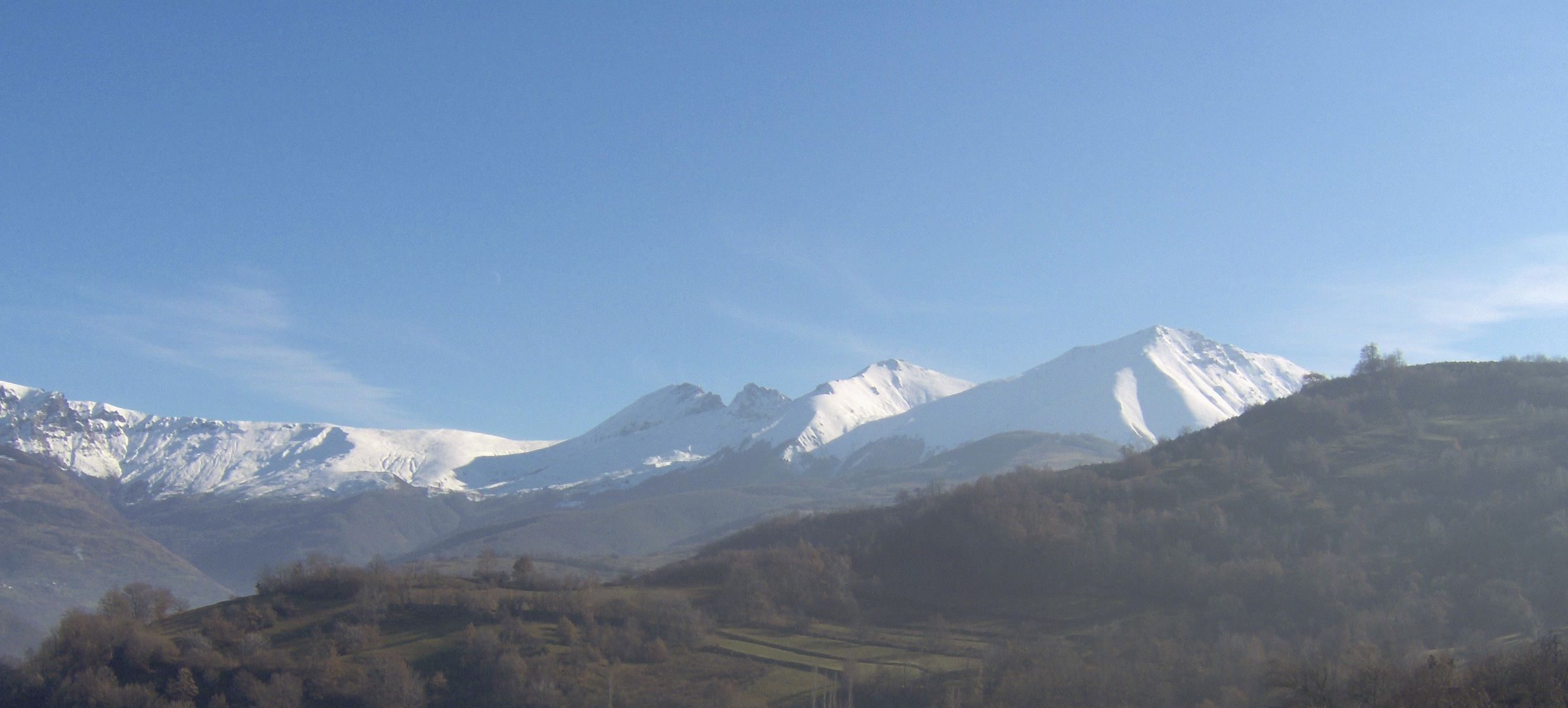